# Доронино (Удомельский район)
Доронино — деревня в Удомельском городском округе Тверской области.

## География
Деревня находится в северной части Тверской области на расстоянии приблизительно 13 км на север по прямой от железнодорожного вокзала города Удомля.

## История
Деревня была известна с 1478 года. В 1859 году была владением помещиков И. С. Зворыкина и Крекшиной. Здесь было учтено дворов (хозяйств) 20 (1859 год), 40 (1886), 46 (1911), 52 (1958), 42 (1986), 25 (2000). В советский период истории здесь действовали колхозы «Красный Земледелец» и «Знамя труда». До 2015 года входила в состав Порожкинского сельского поселения до упразднения последнего. С 2015 года в составе Удомельского городского округа.

## Население
Численность населения: 160 человек (1859 год), 232 (1886), 282 (1911), 164 (1958), 57 (1986), 45 (русские 100 %) в 2002 году, 45 в 2010.